# Phaenocoma
Phaenocoma là một chi thực vật có hoa trong họ Cúc (Asteraceae).

## Loài
Chi Phaenocoma gồm các loài: